# 董俞
董俞（1631年—1688年），字苍水，号樗亭，又号莼乡钓客，江南金山（今上海市金山）人，清代詞人。

## 生平
董含之弟。少時好吟詩，顺治十七年举人。康熙十八年，举博学鸿词科，不遇。晚年居南村灌园。周茂源评其詞：“俊极而壮，词家所不能兼也。惟樗亭能兼之。”有《玉凫词》二卷、《樗亭集》、《浮湘集》、《度岭集》等。